# 夏の夜の夢

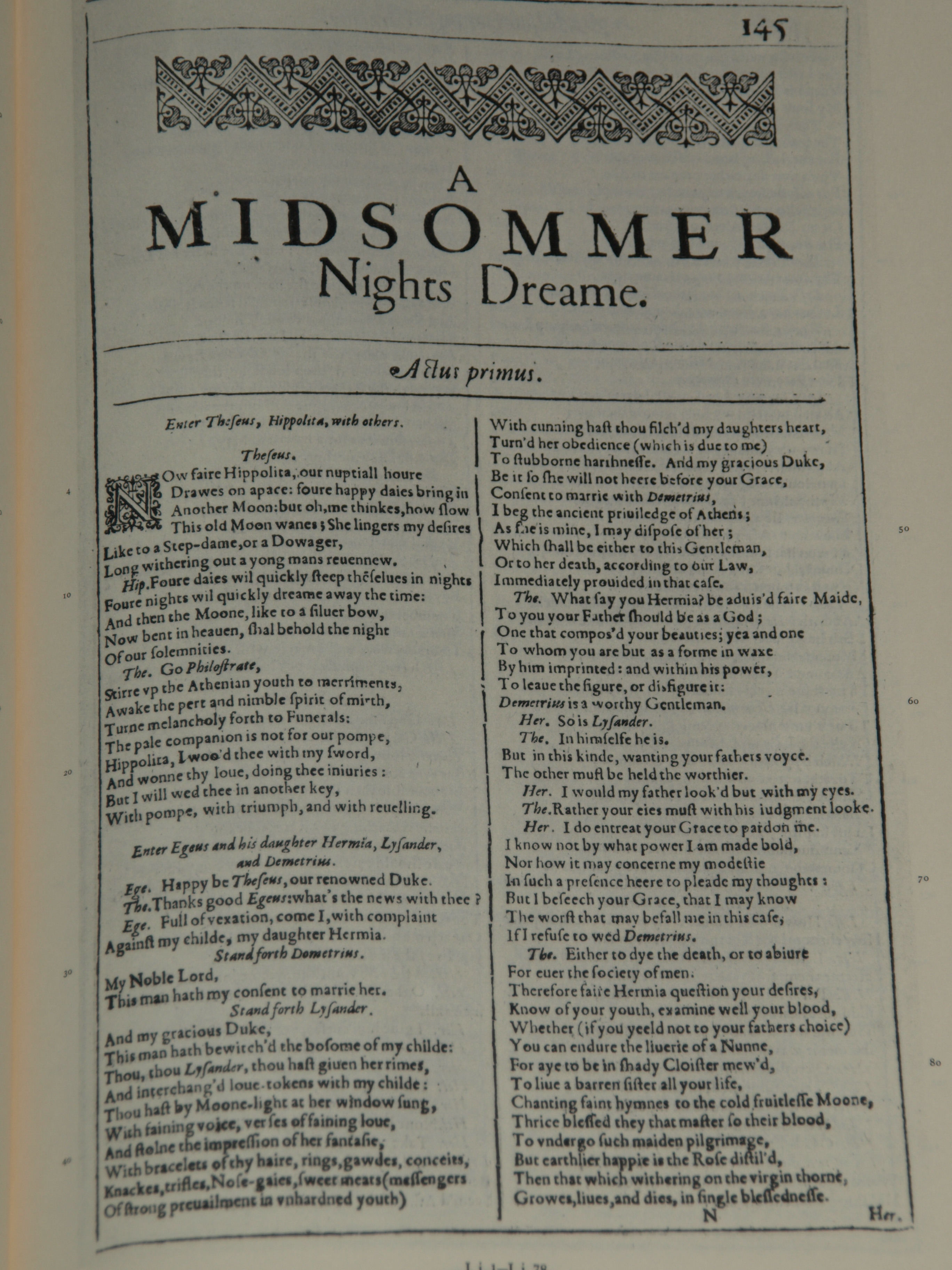
「ファースト・フォリオ」（1623年）から『夏の夜の夢』の表紙の複写

『夏の夜の夢』（なつのよのゆめ）、または『真夏の夜の夢』（まなつのよのゆめ、原題：A Midsummer Night's Dream）は、ウィリアム・シェイクスピア作の喜劇である。
タイトルの日本語訳についての論争は、「midsummer nightの時期と日本語訳題」参照。
アテネ近郊の森に足を踏み入れた貴族や職人、森に住む妖精たちが登場する。人間の男女は結婚に関する問題を抱えており、妖精の王と女王は養子を巡りけんかをしている。しかし、妖精の王の画策や妖精のひとりパックの活躍によって最終的には円満な結末を迎える。
幾度かオペラ化、映画化もされている。他にも後世に作られた同名の作品が複数ある。

## 登場人物

### 貴族
- ハーミア（Hermia）：ライサンダーの想い人。イジーアスの娘。
- ライサンダー（Lysander）：ハーミアの恋人。イジーアスには嫌われている。
- ディミートリアス（Demetrius）：イジーアスが決めたハーミアの許婚。ハーミアに思いを寄せる。
- ヘレナ（Helena）：ハーミアの友人。ディミートリアスに思いを寄せる。
- シーシアス（Theseus）：アテネ（古名アテーナイ、英：アセンズ）の公爵。ギリシア神話ではアテーナイ王テセウスとして知られる。
- ヒポリタ（Hippolyta）：アマゾン国の女王。ギリシア神話ではヒッポリュテーとして知られる。
- イジーアス（Egeus）：ハーミアの父。

### 職人
- ニック・ボトム（Nick Bottom）：織工。ロバの頭をかぶせられる。
- ピーター・クインス（Peter Quince）：大工。
- フラーンシス・フルート（Francis Flute）：オルガンのふいご修理屋。
- ロビン・スターヴリング（Robin Starveling）：仕立て屋。
- トム・スナウト（Tom Snout）：鋳掛け屋。
- スナッグ（Snug）：指物師。

### 妖精
- パック（Puck）：ロビン・グッドフェロー（Robin Goodfellow）とも呼ばれる、いたずら好きの妖精。オーベロンの命令で媚薬を塗ったりするが、早とちりや勘違いから行った行為は登場人物たちを混乱させることになる。トリックスターの典型例としてしばしば引き合いに出される[誰によって?]。また一般的に考えられている小さな妖精のイメージはパックに由来すると言われる[誰によって?]。
- オーベロン（Oberon）：オベロンとも。妖精の王。花の汁から媚薬を作ったり、パックを使い画策を練る。ティターニアの夫。
- ティターニア（Titania）：オーベロンの妻、妖精の女王。とりかえ子を手元に置こうとしてオーベロンと喧嘩をする。日本では「タイタ（ー）ニア」とも表記される。
- その他の妖精たち：豆の花（Peaseblossom）、蜘蛛の巣（Cobweb）、蛾の羽根（Moth）、芥子の種（Mustardseed）。頭がロバになってしまったボトムの世話などをする。

## あらすじ
アテネ公シーシアス（テセウス）とアマゾン国のヒポリタ（ヒッポリュテ）との結婚式が間近に迫っており、その御前から舞台は始まる。ハーミアとライサンダーは恋仲であるが、ハーミアの父イジーアスはディミートリアスという若者とハーミアを結婚させようとする。ハーミアは聞き入れないため、イジーアスは「父の言いつけに背く娘は死刑とする」という古い法律に則って、シーシアスに娘ハーミアを死刑にすることを願い出る。シーシアスは悩むものの、自らの結婚式までの4日を猶予としてハーミアへ与え、ディミートリアスと結婚するか死刑かを選ばせる。ライサンダーとハーミアは夜に抜け出して森で会うことにする。ハーミアはこのことを友人ヘレナに打ち明ける。ディミートリアスを愛しているヘレナは二人の後を追う。ハーミアを思うディミートリアスもまた森に行くと考えたからだ。
シーシアスとヒポリタの結婚式で芝居をするために、6人の職人が一人の家に集まっている。役割を決め、練習のために次の夜、森で集まることにする。かくして、10人の人間が、夏至の夜に妖精の集う森へ出かけていくことになる。

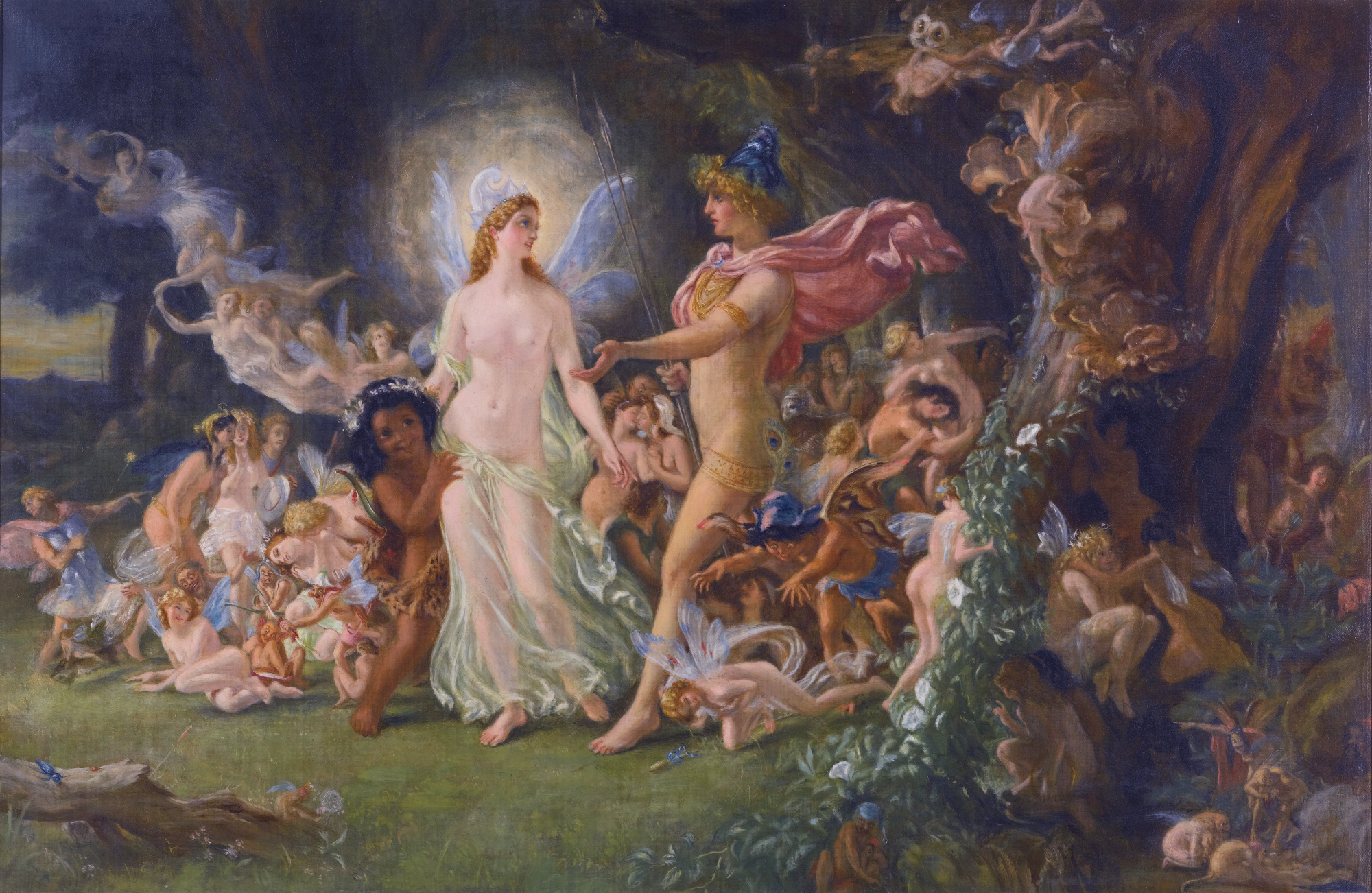
オーベロンとタイターニアの喧嘩：中央左がティターニア、中央右がオーベロン。ティターニアがかばうようにしているのがとりかえ子。周りには森の妖精が描かれている。

森では妖精王オーベロンと女王ティターニアが「とりかえ子」を巡って喧嘩をし、仲違いしていた。機嫌を損ねたオーベロンはパックを使って、ティターニアのまぶたに花の汁から作った媚薬をぬらせることにする。キューピッドの矢の魔法から生まれたこの媚薬は、目を覚まして最初に見たものに恋してしまう作用がある。パックが森で眠っていたライサンダーたちにもこの媚薬を塗ってしまうことで、ライサンダーとディミートリアスがヘレナを愛するようになり、4人の関係があべこべになってしまう。また、パックは森に来ていた職人のボトムの頭をロバに変えてしまう。目を覚ましたティターニアはこの奇妙な者に惚れてしまう。
とりかえ子の問題が解決するとオーベロンはティターニアが気の毒になり、ボトムの頭からロバの頭をとりさり、ティターニアにかかった魔法を解いて二人は和解する。また、ライサンダーにかかった魔法も解かれ、ハーミアとの関係も元通りになる。一方、ディミートリアスはヘレナに求愛し、ハーミアの父イジーアスに頼んで娘の死刑を取りやめるよう説得することにする。これで2組の男女、妖精の王と女王は円満な関係に落ち着き、6人の職人たちもシーシアスとヒポリタの結婚式で無事に劇を行うことになった。

## 物語の背景
ヨーロッパでは夏至の日やヴァルプルギスの夜に、妖精の力が強まり、祝祭が催されるという言い伝えがある。劇中でも小妖精のパックや妖精王オーベロンなどが登場する。特にトリックスター的な働きをするパックは人々に強い印象を与え、いたずら好きな小妖精のイメージとして根付いている。パック（Puck）はもとはプーカ（Puka）などとして知られていた妖精のことである。

## midsummer nightの時期と日本語訳題
英語の midsummer は、「盛夏」または「夏至」（6月21日頃）を意味し、Midsummer Night は聖ヨハネ祭（Midsummer Day）が祝われる6月24日の前夜を指す。ヨーロッパでは、キリスト教以前の冬至の祭りがクリスマスに吸収されたように、夏至の祭りも聖ヨハネ祭に移行した。この前夜（ワルプルギスの夜）には、妖精や魔女が地上に現れる、男女が森に入って恋を語るのが黙認される、無礼講の乱痴気騒ぎをする等、様々な俗信や風習があった。劇の表題と内容はこれに一致する。
ところが、この芝居は6月23日に設定したものではなく、第4幕第1場に「きっと五月祭を祝うために早起きして……」というシーシアスの台詞があるように、森での騒ぎは五月祭（5月1日、May Day）の前夜の4月30日であることがわかる。五月祭もまた自然の復活・再生を祝うもので、夏至祭の民間行事と多くの面で共通している。
この表題と実際の劇中の設定時期の不一致は古くから論争を呼んでおり、たとえばサミュエル・ジョンソンは、既に『シェイクスピア全集』（1765年初版発行）において「シェイクスピアは、この劇が五月祭の前夜のことだとこんなにも注意深く我々に伝えているのに、彼がなぜ『A Midsummer Night's Dream』と題したのか、私には分からない!」と第4幕で注を付けている。
一つの説明として、midsummer が時節そのものを指すものではなく、真夏の熱に浮かされた狂乱・狂気を意味するという考えがある。実際、シェイクスピア劇の中では、"This is very midsummer madness" （『十二夜』 第3幕 第4場）や "hot midsummer night" （『お気に召すまま』 第4幕 第1場）といった表現が見られる。
日本では坪内逍遥以来『真夏の夜の夢』という訳題が用いられてきたが、土居光知（1940年）は「四月末の夜は、我が国の春の夜の如く、（中略）夏至の夜と雖も英国の夜は暑からず寒からず、まことに快適である」というように、日本語の「真夏」を指すものに当たらないと考え、『夏の夜の夢』と訳した。福田恆存（1960年）も、「『Midsummer-day』は夏至で、クリスト教の聖ヨハネ祭日（注:前出）前後に当り、その前夜が『Midsummer-night』なのである。直訳すれば、「夏至前夜の夢」となる」とし、これに続いた。以来、日本では『夏の夜の夢』の訳題で出版されることが多い（小田島雄志、松岡和子など）。
一方、大場建治は「せめてこれを『真夏』として恋の狂熱を示唆しようとした逍遥の訳語の選択は、まことにぎりぎりのみごとな工夫だった」と逍遥訳を評価し、逆に土居訳を「背景の五月祭のイメージをそのまま律儀に信じ込んだ」ものであると批判している。自身の訳（2010年）も「真夏」を採用している。
『真夏の夜の夢』の題名は古くから親しまれ定着してきたため、1999年公開のアメリカ映画の邦題に用いられた他、今日でもメンデルスゾーン作曲の序曲・劇音楽などでしばしばこの表記が用いられている。

## 材源

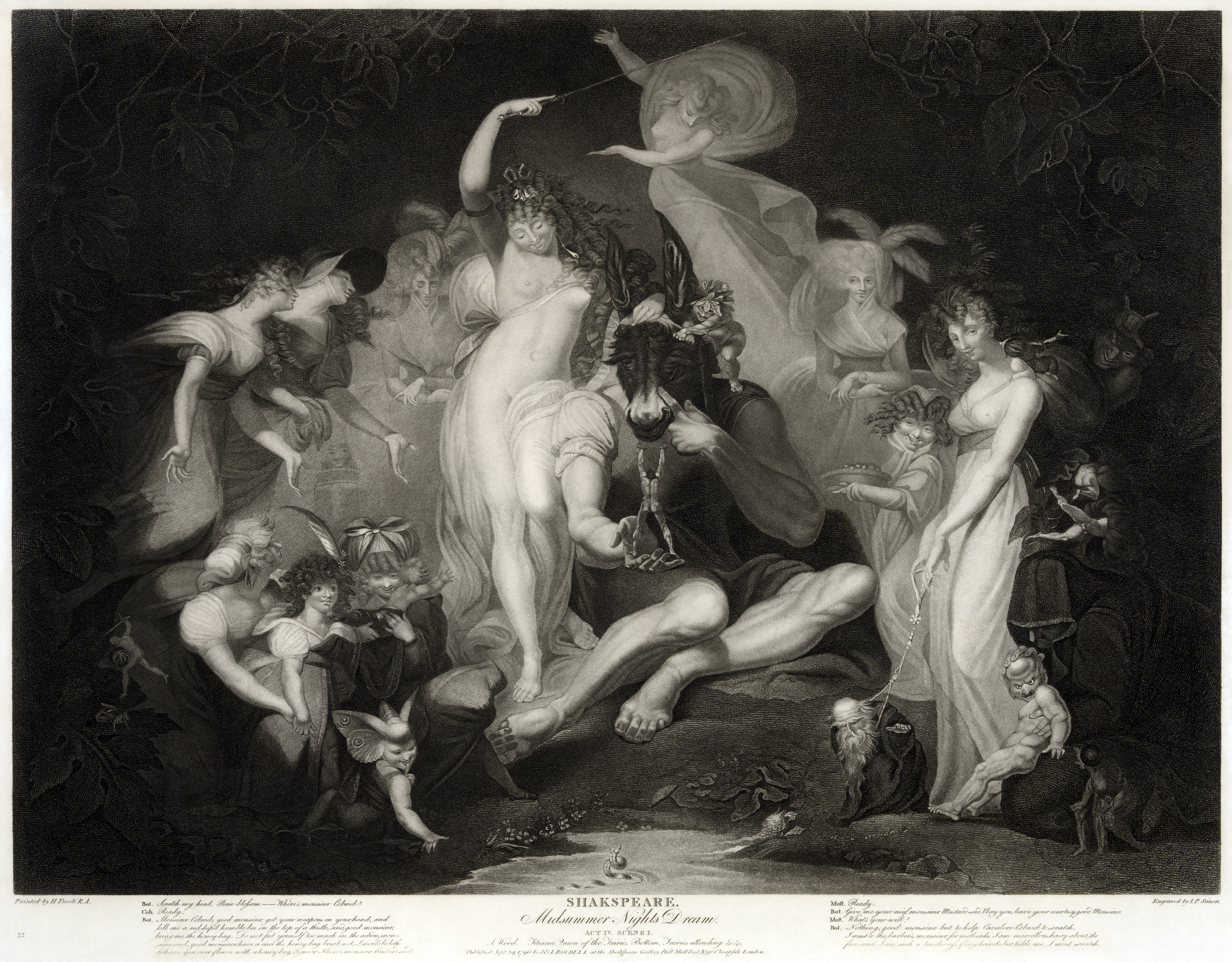
『夏の夜の夢』第4幕第1場の版画、1796年に発表されたヨハン・ハインリヒ・フュースリーの「ティターニアとボトム」より。

主筋の明確な種本と言えるものはない。特定の先行作の翻訳あるいは翻案といえるようなものではないが、オウィディウスの『変身物語』やジェフリー・チョーサーの『カンタベリー物語』に入っている「騎士の話」などが部分的に元になっている。シーシアスとヒポリタの物語はプルタルコスの『英雄伝』に収録されている「シーシアスの生涯」、ボトムがロバになる展開についてはアプレイウスの『黄金のロバ』、妖精については古代や中世の文学から民間伝承までさまざまなものを参照していると考えられる。ジョン・トワイニングによると、4人の恋人が森で試練を経験するというこの芝居のプロットは中高ドイツ語の詩であるDer Busantの一種の「変種」である。

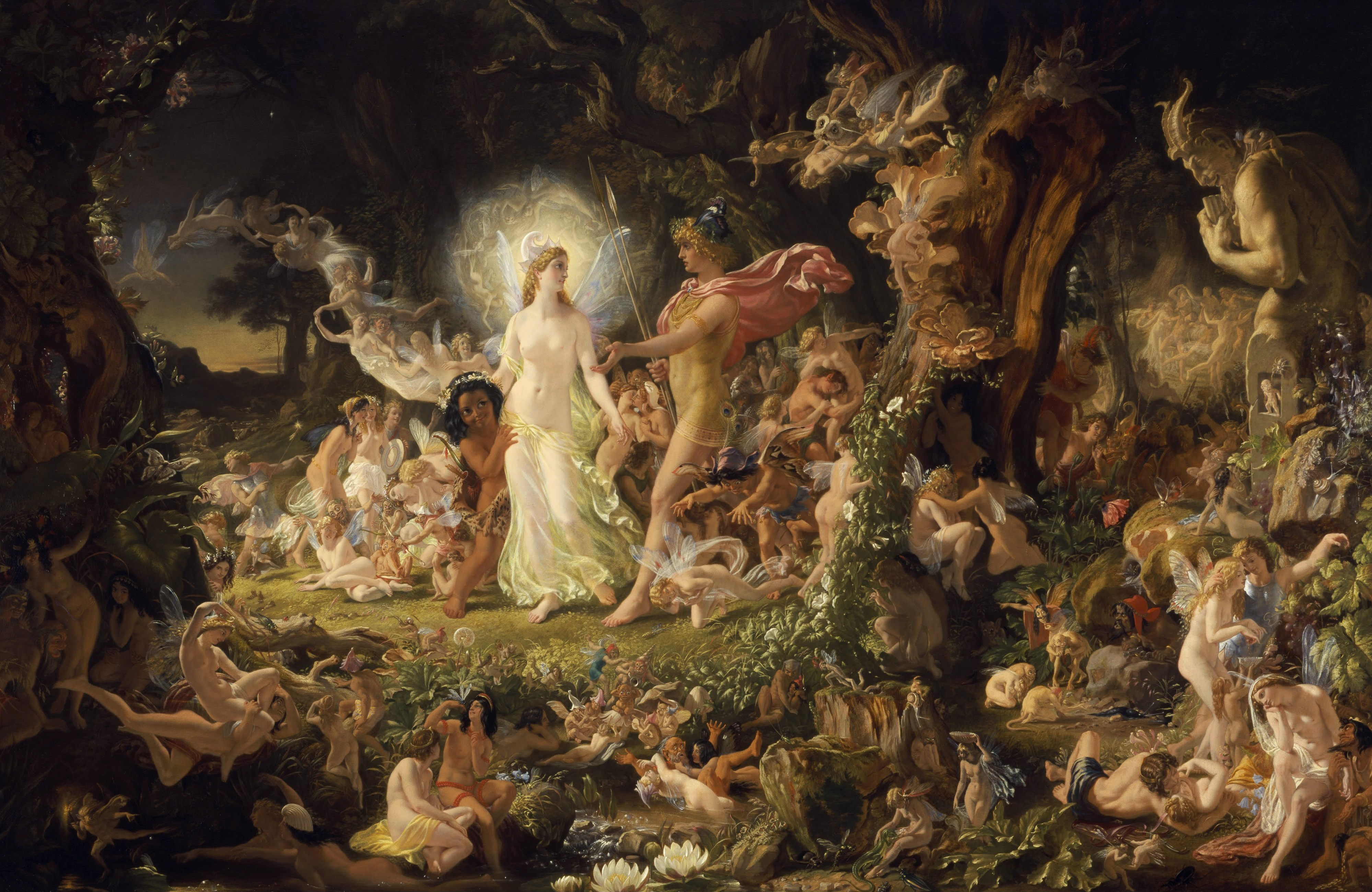
ジョゼフ・ノエル・ペイトン「オベロンとティターニアの争い」（1849）

## 執筆年代
1598年にフランシス・ミアズが刊行した『知恵の宝庫』に本作への言及があるため、それより前に初演されていたことは間違いがない。ドロシア・ケーラーによると、本作が書かれた時期は1594年から1596年の間頃だと考えられ、これはシェイクスピアがおそらく既に『ロミオとジュリエット』を完成させ、『ヴェニスの商人』を構想中だった頃である。著者にとってはキャリアが中期にさしかかった頃であり、叙情に重きを置いていた時期である。

## 刊行
本作は1600年10月8日に書籍商トマス・フィッシャーにより出版組合登録簿に登録され、フィッシャーは年内に最初のクォート版を刊行した。この初版のタイトルページには1600年より前に「何度も人々の前で上演された」芝居だと記載されている。 第二クォート版は1619年にウィリアム・ジャガードがいわゆるフォールス・フォリオの一部として印刷した。次に刊行されたのは1623年のファースト・フォリオに収録された時であった。

## 上演史

### 17 - 18世紀

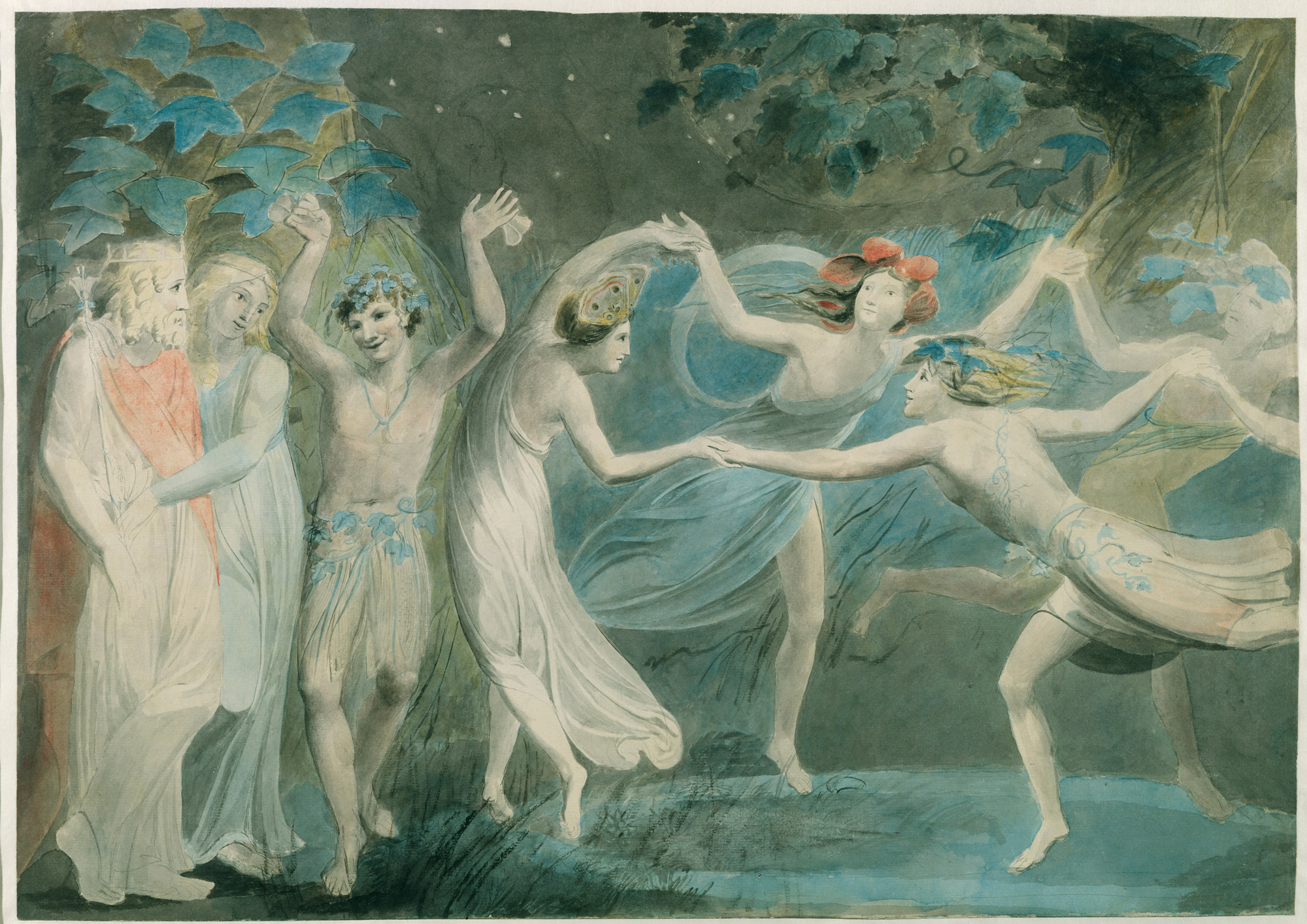
ウィリアム・ブレイク「オベロン、ティターニア、パックと妖精たちの踊り」（1786年頃）

『夏の夜の夢』はシェイクスピアの時代から21世紀にいたるまで、継続的に上演されている。初演は1598年より前と考えられている。記録に残っている上演としては、1604年1月に宮廷で演じられた「ロビン・グッドフェローの芝居」は本作ではないかと考えられる。
イングランド内戦から空位期にかけて劇場が閉鎖された1642年から1660年の間は、主筋がカットされ、ボトムたち職人が登場する笑劇が上演されていた。1662年9月29日にはイングランド王政復古で再開した劇場でサミュエル・ピープスが『夏の夜の夢』を見て、低評価を下している。
王政復古以降、1840年まではしばらく翻案やカット版が上演されるのが常であった。1692年にはヘンリー・パーセルが作曲した『夏の夜の夢』に基づくマスク『妖精の女王』が上演され、1716年には『ピラマスとシスビーのおかしな仮面劇』というバーレスク作品が上演されている。チャールズ・ジョンソンは『お気に召すまま』にピラマスとシスビーの劇中劇を組み込んだ『森の恋』を1723年に発表した。フレデリック・レイノルズは1816年にオペラ版を作っている。

### ヴィクトリア朝
フェリックス・メンデルスゾーンは1826年に『夏の夜の夢』を主題とする序曲を作曲し、続いて1843年にこれを拡張した付随音楽が発表されたが、この音楽はその後の上演に大きな影響を与えることとなった。1840年にルシア・エリザベス・ヴェストリスがコヴェント・ガーデンの劇場にて、フェリックス・メンデルスゾーンの序曲やダンスを付加しつつ、『夏の夜の夢』をあまりカットや改変を行わない形で上演したが、イングランド王政復古期以降、翻案での上演がふつうになっていたこの作品としては珍しい形での上演であったと言える。ヴェストリスはオベロン役を演じ、パックも少女が演じたため、以降オベロンやパックは女性が演じることが多くなった。
1853年にはサミュエル・フェルプスが視覚的効果と原作への忠実さの両立を狙った上演を行った。1856年にチャールズ・キーンがパック役にエレン・テリーを起用して行った上演は非常に凝った舞台装置を用いたもので、150回も上演された。1895年にロンドンで開幕したオーガスティン・デイリーのプロダクションも派手なもので、21回にわたり上演された。

### 20世紀から21世紀
ハーバート・ビアボーム・トゥリーは1900年と1911年に『夏の夜の夢』を上演したが、この公演は極めて華やかなもので、生きたウサギなどが使われていた。
マックス・ラインハルトは1905年から1934年までに『夏の夜の夢』を13回上演し、回転するセットを導入した。ドイツから逃げた後、ラインハルトは1934年9月にハリウッド・ボウルでさらに壮大な『夏の夜の夢』の野外上演を行った。建物のシェルの部分が取り外され、かわりにこのイベントのために特別に持ち込まれた大量の泥を用いた森が植えられ、丘から舞台に土台が作られた。第4幕と第5幕の間に挿入された婚礼の行列が松明を持って丘を下りながらこの土台を進むという演出が行われた。キャストにはジェイムズ・キャグニー、オリヴィア・デ・ハヴィランド、ミッキー・ルーニー、ヴィクター・ジョリーが含まれており、群舞のダンサーにはバタフライ・マックィーンもいた。。この上演ではメンデルスゾーンの音楽が使われた。
この上演をもとにワーナー・ブラザースはラインハルトと契約して映画版を監督させたが、これはダグラス・フェアバンクス・ジュニアとメアリー・ピックフォードが1929年に『じゃじゃ馬馴らし』を作って以来初めてのハリウッドによるシェイクスピア作品の映画化であった。 ハリウッド・ボウル上演でのキャストのうち、オベロン役のジョリー、パック役のルーニー、ハーミア役のデ・ハヴィランドは映画でも同じ役を演じることとなった。ジェイムズ・キャグニーはキャリア中唯一のシェイクスピア劇の役型としてボトムを演じた。他にも、この映画に出演した役者のうち、ジョー・E・ブラウンとディック・パウエルはこの時一回しかシェイクスピア作品には出演していない。エーリヒ・ヴォルフガング・コルンゴルトがオーストリアからこの映画用にメンデルスゾーンの音楽をアレンジすべく招聘された。コルンゴルトはナチスドイツがオーストリアを併合した後もアメリカ合衆国にとどまり、ハリウッドで伝説的なキャリアを築くこととなった。
1914年に演出家のハーリー・グランヴィル=バーカーは見世物らしさをおさえた演出で『夏の夜の夢』を上演した。音楽はメンデルスゾーンではなくイギリスの民謡を用い、セットもエリザベス朝風のシンプルなものにして、妖精はマリオネット風の新しいデザインを導入した。このプロダクションは大きな評判を呼んだ。
1970年のピーター・ブルック演出によるロイヤル・シェイクスピア・カンパニーの『夏の夜の夢』上演は「一大センセーション」を巻き起こした。サリー・ジェイコブズがデザインした白い箱のようなセットが使われ、空中ブランコを用いたサーカス風の動きがふんだんに用いられた。ブルックはシーシアスとオーベロン、ヒポリタとティターニアを同じ役者に演じさせ、人間の世界を妖精の世界の鏡であるかのように演出した。
2016年、シェイクスピアズ・グローブでエマ・ライスが芸術監督として初めて行った上演は『夏の夜の夢』であり、改変が多かったものの高い評価を受けた。現代的な改訂を行っており、キャラクターのジェンダーを変更し、ボリウッドからの影響も見受けられる。

## 日本における舞台化
日本演劇協会編纂の『演劇年鑑』、『シェイクスピア研究資料集成 別巻2』上演年表などを参照。

### 原語による上演
- 東京アマチュアドラマチック倶楽部公演（1912年、帝国劇場）

### 翻訳による上演
- 坪内逍遥訳
  - 1928年、築地小劇場公演。演出：小山内薫、青山杉作、土方与志。場所：帝国劇場[50]。
    - 出演者：南建真、岸輝子、東屋三郎、伊達信、楠田清、志水辰三郎、山本安英、高橋豊子、汐見洋、御橋公、友田恭助、薄田研二、三浦洋平、小杉義男、丸山定夫、東山千栄子、村瀬幸子ほか。

  - 1946年、東京芸術劇場・東宝公演。演出：土方与志。場所：帝国劇場。
    - 出演者：滝沢修、竹久千恵子ほか。
- 福田恆存訳
  - 1963年、現代演劇協会附属雲公演。演出：福田恆存。場所：砂防会館ホールほか。
    - 出演者：加藤和夫、日塔智子、内田稔、高橋昌也、西沢利明、杉裕之、岸田今日子、伊藤幸子、仲谷昇、小池朝雄、名古屋章、有馬昌彦、西本裕行、三谷昇、神山繁、文野朋子、加藤治子、稲垣昭三ほか[51]。

  - 1965年、現代演劇協会附属雲・日生劇場公演。演出：福田恆存。場所：日生劇場。
    - 出演者：加藤和夫、日塔智子、深沢英子、北村総一郎、阿部良、高橋昌也、山﨑努、橋爪功、岸田今日子、文野朋子、伊藤幸子、芥川比呂志、小池朝雄、名古屋章、西本裕行、三谷昇、有馬昌彦、仲谷昇、稲垣昭三ほか[52]。

  - 1985年、現代演劇協会附属昴公演。演出：福田恆存、樋口昌弘。場所：三百人劇場ほか。
    - 出演者：藤木孝、金尾哲夫、藤木聖子、石波義人、仲野裕、田中正彦、牛山茂、土井美加、島村佳江、西本裕行、久米明、吉水慶、江川久仁夫、伊藤博、岡田吉弘、西沢利明、北村昌子、中村雄一ほか[53]。

  - 1991年、現代演劇協会附属昴公演。演出：菊池准。場所：三百人劇場ほか。
    - 出演者：松橋登、朝倉佐知、牛山茂、秋間登、松下丈司、西村武純、林佳代子、日野由利加、伊藤和晃、水野龍司、宮本充、金子由之、辻つとむ、簗瀬哲ほか[54]。

  - 2006年、現代演劇協会附属昴公演。演出：三輪えり花。場所：三百人劇場。
    - 出演者：金尾哲夫、松谷彼哉、平田広明、小山武宏、岩田翼、中西陽介、湯屋敦子、米倉紀之子、牛山茂、仲野裕、北川勝博、やなせさとる、西村武純、奥田隆仁ほか[55]。
- 三神勲訳
  - 1972年、東京演劇アンサンブル公演。演出：広渡常敏。場所：日経ホール。
- 小田島雄志訳
  - 1975年、東宝公演。演出：ジョン・デヴィット。場所：帝国劇場。
    - 出演者：宝田明、上月晃、フランキー堺、木の実ナナ、酒井和歌子、中山麻理、佐々木功、宮口精二、友竹正則、小鹿番ほか[56]。

  - 1975年、シェイクスピア・シアター公演。演出：出口典雄。場所：渋谷ジァン・ジァン。
    - 出演者: 河上恭徳、佐野史郎、田代隆秀、田代冬彦、阿古屋代助、山県勝志、高橋正彦、渡辺哲、鬼丸善光、田村満、松本幸三、大桃公夫、吉沢千寿子、佐藤和子、永山カヨ、佃光子、山岡敏子、折田幸子ほか。

  - 1981年、劇団俳優座・松竹公演。演出：増見利清。場所：サンシャイン劇場。
    - 出演者：福田豊土、小笠原良知、小美野欽士、荘司肇、立花一男、前川哲男、磯部勉、堀越大史、湯沢紀保、加藤佳男、森一、西東秀一、佐々木裕、武正忠明、佐々木誓一、横島亘、河津左衛子、辻和子、中村美苗、斉藤深雪[57]。

  - 1981年、シェイクスピア・シアター公演。演出:出口典雄。場所:渋谷ジァン・ジァン。
    - 出演者: 河上恭徳、佐野史郎、田代隆秀、渡辺哲、鬼丸善光、松本幸三、佐藤和子、山岡敏子、錦織伸行、池田省三、石塚運昇、大田享明、秦百合子、中村雅子ほか。

  - 1994年、シアタープロジェクト・東京公演。演出：蜷川幸雄。場所：ベニサン・ピット。
    - 出演者：原田大二郎、白石加代子ほか。
- 鈴木勝秀訳
  - 1989年、サードステージ・プロデュース公演。演出：木野花。場所：東京グローブ座。
    - 出演者：戸川純、筧利夫、池田成志、小須田康人、古田新太、日比野克彦、久本雅美、木野花、筒井真理子、利根川祐子ほか[58]。
- 高橋康也訳
  - 1991年、グローブ座カンパニー公演。演出：ペーター・ストルマーレ。場所：東京グローブ座。
    - 出演者：山崎清介、加納幸和ほか。
- 松岡和子訳
  - 1994年、演出：串田和美。場所：シアターコクーン。
    - 出演者：若松武、村上里佳子ほか。

  - 2007年、演出：ジョン・ケアード。場所：新国立劇場。
    - 出演者：村井国夫、麻実れい、チョウソンハ、細見大輔、石母田史朗、小山萌子、宮菜穂子、青山達三、大島宇三郎、吉村直、大滝寛、小嶋尚樹、酒向芳、水野栄治、神田沙也加、松田尚子、JuNGLE、坂上真倫、森川次朗、一弾丸、柴一平、西田健二[59]。

## この戯曲に基づく作品・翻案

### 音楽作品
- フェリックス・メンデルスゾーン
  - 同名の序曲および劇付随音楽。特に後者は「結婚行進曲」で知られる。夏の夜の夢 (メンデルスゾーン) を参照。
- ベンジャミン・ブリテン
  - 同名のオペラ（夏の夜の夢 (ブリテン) を参照）
- ヨーゼフ・ランナー
  - 同名のガロップ。原題は「Sommernachts-Träume」、作品番号は90。
- ヨハン・シュトラウス1世
  - 同名のウィンナ・ワルツ。原題は「Sommernachts-Träume」、作品番号は180。
- ヘンリー・パーセル
  - セミオペラ『妖精の女王』（The Fairy-Queen）
- ウォルター・リー
  - 組曲『真夏の夜の夢』（A midsummer Night's Dream）
- アルフレート・シュニトケ
  - 管弦楽曲『夏の夜の夢ではなく』（（K）ein Sommernachtstraum（1985））

### バレエ
- ジョージ・バランシンの振付による、メンデルスゾーンの付随音楽をもとにした『真夏の夜の夢（英語版）』（初演はニューヨーク・シティ・バレエ団、1962年）。ただし、ゲーテの詩「最初のワルプルギスの夜」の唱歌など、同じ作曲家の他の作品も利用している。
- フレデリック・アシュトンの振付による、メンデルスゾーンの音楽と用いた一幕もののバレエ『夏の夜の夢』（初演はロイヤル・バレエ団、1964）[60]。

### 映画
他の多くのシェイクスピア作品と同じく、何度も映画化されている。主だったものを以下に記す。
- 1935年版
  - ウィリアム・ディターレ、マックス・ラインハルト監督。オリヴィア・デ・ハヴィランドやジェームズ・キャグニーが出演し、その年のアカデミー賞において撮影賞を受賞した。日本公開は1936年。
- 1968年版
  - ロイヤル・シェイクスピア・カンパニーで演出家のピーター・ホールが手がけた作品を本人が映画化。イアン・ホルム、ダイアナ・リグ、ジュディ・デンチなど出演。日本未公開。
- 1996年版
  - ロイヤル・シェイクスピア・カンパニーで演出家のエイドリアン・ノーブルが手がけた舞台を本人が映画化。アレックス・ジェニングス、リンゼイ・ダンカン、デスモンド・パリット、バリー・リンチなど出演。日本公開は1998年。
- 1999年版
  - マイケル・ホフマン監督のアメリカ映画。ケヴィン・クライン、キャリスタ・フロックハート、ミシェル・ファイファー、スタンリー・トゥッチ、ルパート・エヴェレット、クリスチャン・ベール、ソフィー・マルソーなど出演。日本公開は2000年。
- 2009年版
  - 中江裕司監督の日本映画。舞台を沖縄にし、琉球カラーを全面に押し出している。柴本幸、蔵下穂波、平良とみ、平良進、和田聰宏など出演。沖縄での題名は「さんかく山のマジルー」。

### テレビドラマ
- 未来世紀シェイクスピア - AAA（トリプル・エー）主演のドラマ。関西テレビ製作で2008年に放送された。

### 宝塚歌劇
1992年月組公演にて『PUCK』の題名で上演。涼風真世主演、潤色・演出を小池修一郎担当。主題歌の「ミッドサマー・イヴ」を松任谷由実が提供。2014年に月組で再演（龍真咲が主演）。
それ以前にも戦前から『眞夏の夜の夢』のタイトルで何度か上演している。

### 漫画
- 夏の夜の夢 - 大島弓子作の2色刷りのイラストストーリー ※厳密な意味では漫画ではない。
- 真夏の夜の惑星 - 萩尾望都作の少女漫画。SFとして再構成している。
- サンドマン - ニール・ゲイマン作のコミック。本作の初演を扱った短編で世界幻想文学大賞を受賞した。
- ガラスの仮面 - 美内すずえ作の少女漫画。作中の演劇として「真夏の夜の夢」が公演される。妖精の女王は「タイターニア」表記。

## 日本語訳
- 「真夏の夜の夢」坪内逍遥訳 早稲田大学出版部。新版・新樹社、名著普及会ほか。電子書籍で再刊
- 「真夏の夜の夢」佐藤篤二訳「世界戯曲全集」世界戯曲全集刊行会 1929
- 「真夏の夜の夢 対訳傍註」沢村寅二郎訳 研究社出版 1937
- 「夏の夜の夢」土居光知訳 岩波文庫 1940
- 「真夏の夜の夢」三神勲訳 河出書房 1953 のち角川文庫
- 「夏の夜の夢」福田恆存訳「シェイクスピア全集」新潮社 のち新潮文庫
- 「夏の夜の夢」平井正穂訳「世界古典文学全集 42　シェークスピアⅡ」筑摩書房 1964
- 「真夏の夜の夢」大山敏子訳 旺文社文庫 1970
- 「夏の夜の夢」小田島雄志訳「シェイクスピア全集」白水社 1975 のち白水Uブックス
- 「夏の夜の夢」高橋康也訳「世界文学全集」集英社 1981
- 「夏の夜の夢」松岡和子訳 ちくま文庫 1997
- 「真夏の夜の夢」大場建治訳 研究社 2010
- 「新訳 夏の夜の夢」河合祥一郎訳 角川文庫 2013

## 関連文献
- Buchanan, Judith (2005). “Historically Juxtaposed Beans（I）: A Midsummer Night's Dream on Film”. In Buchanan, Judith. Shakespeare on Film. Harlow: Pearson Education. pp. 121-49. ISBN 978-0-582-43716-6
- Croce, Benedetto (1999). “Benedetto Croce, comedy of love”. In Kennedy, Judith M.; Kennedy, Richard F.. A Midsummer Night's Dream. Shakespeare: The Critical Tradition. 7. London: A&C Black. pp. 386-88. ISBN 978-1-84714-175-0
- Shakespeare, William (1997). “A Midsummer Night's Dream”. In Evans, G. Blakemore; Tobin, J. J. M.. The Riverside Shakespeare. 1 (2nd, illustrated ed.). Boston: Houghton Mifflin. pp. 256-83. ISBN 978-0-395-85822-6
- Shakespeare, William (2003). Foakes, R. A.. ed. A Midsummer Night's Dream. The New Cambridge Shakespeare (2nd ed.). Cambridge: Cambridge University Press. ISBN 978-0-521-53247-1
- Shakespeare, William (1994). Holland, Peter. ed. A Midsummer Night's Dream. The Oxford Shakespeare. Oxford: Oxford University Press. doi:10.1093/actrade/9780198129288.book.1. ISBN 978-0-19-812928-8
- Huke, Ivan; Perkins, Derek Cyril (1981). A Midsummer Night's Dream. Literature Revision Notes and Examples. Walton-on-Thames: Celtic Revision Aids. ISBN 978-0-17-751305-3
- Merwin, Ted (2007年3月23日). “The Dark Lady as a Bright Literary Light”. The Jewish Week:  pp. 56-57
- Parker, P. (1998). “Murals and Morals: A Midsummer Night's Dream”. In Most, Glenn W.. Texte Edieren [Editing Texts]. Aporemata: Kritische Studien zur Philologiegeschichte. 2. Göttingen: Vandenhoeck & Ruprecht. pp. 190-218. ISBN 3-525-25901-8